# Andrea Carreiro
Andrea Carreiro (Ciudad de México, 1987) es una actriz y modelo mexicana. 

## Carrera
Carreiro  estudió en el Centro de Formación de Actoral para la Televisión (CEFAT) de la empresa TV Azteca. En su carrera, Andrea ha destacado tanto en cine, televisión y teatro. Entre su trayectoria se encuentran telenovelas como Tanto Amor (2015), Un día cualquiera (2016), Las malcriadas (2017) y ¡Muy padres! (2017-2018).

## Filmografía

### Televisión
| Año       | Título              | Personajes               |
| --------- | ------------------- | ------------------------ |
| 2014      | Mi vida en Sayulita | /                        |
| 2015      | Tanto amor          | Brisa Lombardo           |
| 2016      | Un día cualquiera   | Varios episodios         |
| 2017      | La fiscal de hierro | Mónica Orozco            |
| 2017-2018 | ¡Muy padres!        | Ángela Villagrana Juárez |
| 2017-2018 | Las Malcriadas      | Maria Elena / Chamoy     |
| 2019      | Un poquito tuyo     | Violeta                  |
| 2022      | Rutas de la vida    | Renata                   |

## Premios y nominaciones

### Premios ERES
| Año  | Categoría                 | Telenovela                 | Resultado |
| ---- | ------------------------- | -------------------------- | --------- |
| 2020 | Mejor revelación femenina | La rebelión de los Godínez | Ganadora  |